# 广州城市理工学院
广州城市理工学院，是中国广东省广州市的一所民办普通高等学校，由广州珠江云峰投资控股有限公司、广州市宏峰房地产开发有限公司联合举办。

## 历史沿革

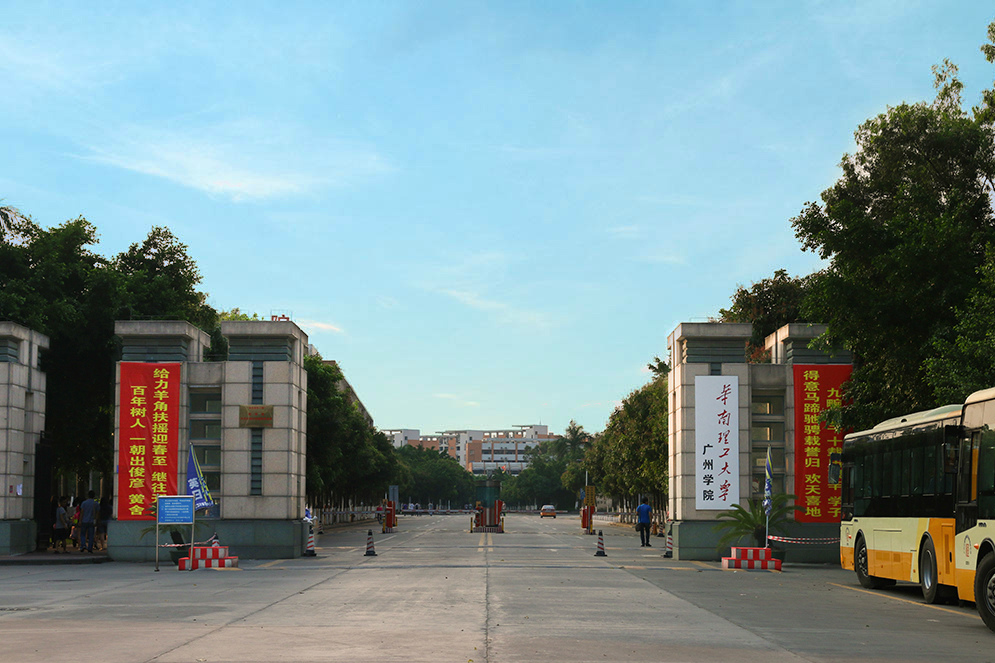
学校正门

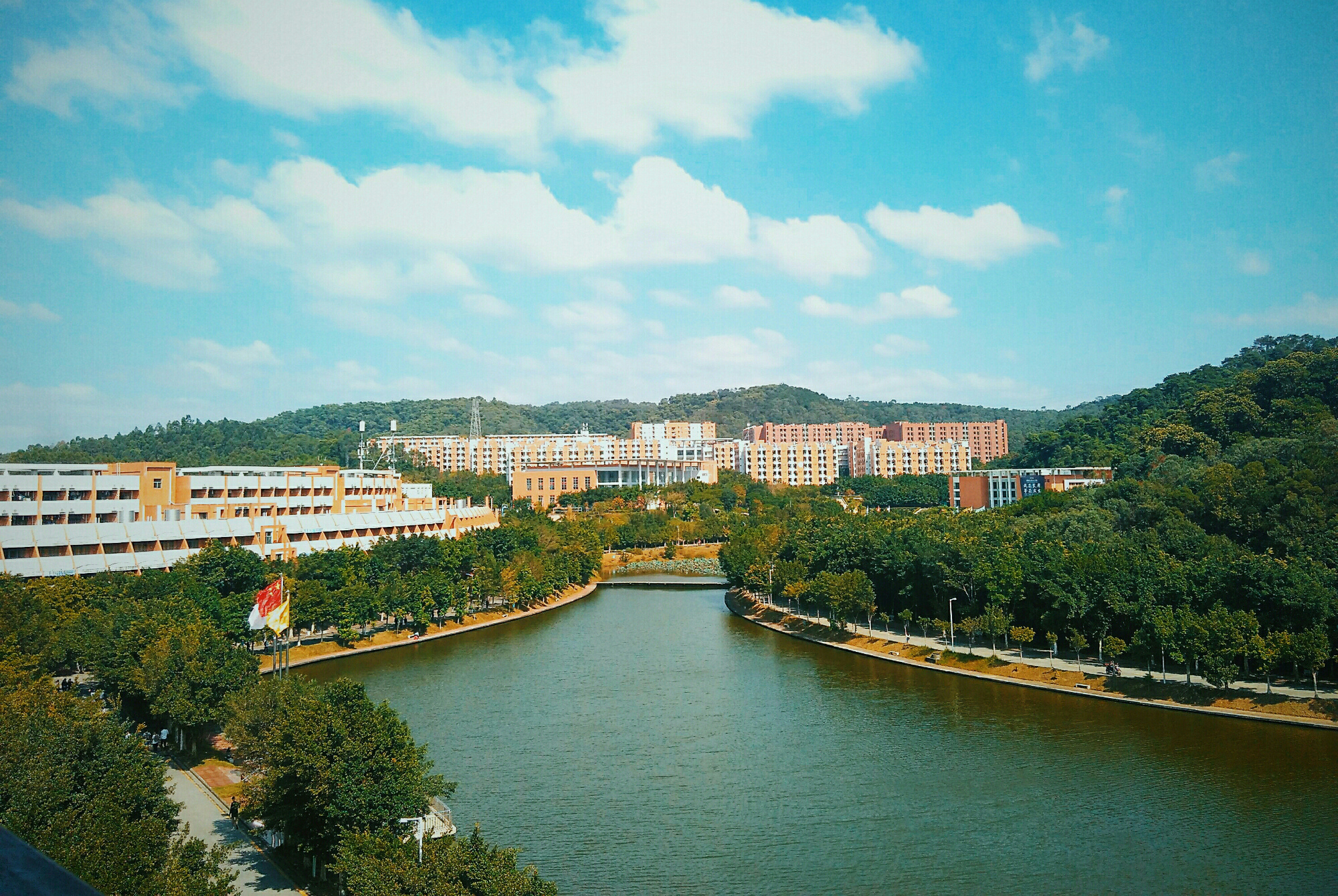
学校“星欣湖”

学院的前身是华南理工大学下属的独立学院。2004年9月，华南理工大学与广州云峰文化教育有限公司签约兴建华南理工大学广州汽车学院。广州汽车学院于同年11月奠基、次年4月获教育部批准筹建。2006年4月，教育部正式同意试办；学校的首期工程也在该月竣工。2006年8月，华南理工大学广州汽车学院正式挂牌成立，成为广东第一所独立的汽车学院。
2011年4月，华南理工大学广州汽车学院获批更名为华南理工大学广州学院（简称“华广”）。2012年1月，获批成为学士学位的授予单位。
2018年，华广开始与华南理工大学联合培养硕士研究生。同年9月，华广通过国际商科教育认证委员会（IACBE）认证，成为中国大陆首个获得该组织认证的大学。
在中国大陆独立学院转设的浪潮下，广东省教育厅在2020年11月2日拟同意将华南理工大学广州学院转设为“广州城市学院”。2020年12月24日，教育部发展规划司发布《关于拟同意设置本科高等学校的公示》，拟定同意华南理工大学广州学院转设为民办普通高等学校广州城市理工学院。2021年2月2日，经中华人民共和国教育部批准，原属华南理工大学管理的独立学院华南理工大学广州学院脱离该校管理，并转设为民办普通高等学校广州城市理工学院，由广州云峰文化教育有限公司、广州市宏峰房地产开发有限公司全资持有；随后于3月11日正式揭牌。

## 院系设置
广州城市理工学院设置下列院系（部）：
- 汽车与交通工程学院
- 机械工程学院（机器人工程学院）
- 电子信息工程学院（通信工程学院）
- 电气工程学院
- 计算机工程学院（大数据学院）
- 管理学院（创新创业教育学院）
- 经济学院
- 外国语学院
- 珠宝学院
- 建筑学院
- 土木工程学院
- 国际商学院
- 马克思主义学院
- 体育部

## 现任领导
- 校长：吴波[16]
- 常务副校长：曾志新
- 副校长：李华钢、曾令涛、周诗瑶、林颖、刘洊波[17]
- 党委书记：杜小明
- 党委副书记：曾令涛

## 接驳交通
广州城理校门附近有公交总站，是花都区骨干公交总站之一，有公交车前往花都区中心乃至白云区人和地铁站。

| 广州城市理工学院总站 | 广州城市理工学院总站 | 广州城市理工学院总站 | 广州城市理工学院总站 | 广州城市理工学院总站 |
| 编号                 | 路线                 | 路线                 | 路线                 | 备注                 |
| -------------------- | -------------------- | -------------------- | -------------------- | -------------------- |
| 712                  | 人和（恒充充电站）   | ⇆                    | 广州城市理工学院     |                      |
| 花7                  | 广州北站西广场       | ⇆                    | 广州城市理工学院     |                      |
| 花10                 | 城东停车场           | ⇆                    | 广州城市理工学院     |                      |
| 花30                 | 广州城市理工学院     | ⇆                    | 东莞村               |                      |
| 花76                 | 新雅街道办           | ⇆                    | 广州城市理工学院     |                      |